# Фехтування на літніх Олімпійських іграх 1932
Олімпійський турнір з фехтування 1932 року пройшов у рамках X Олімпійських ігор у Лос-Анджелесі, США, з 31 липня по 13 серпня 1932 року.

## Медальний залік
| Місце | Країна                | Золото | Срібло | Бронза | Загалом |
| ----- | --------------------- | ------ | ------ | ------ | ------- |
| 1     | Італія (ITA)          | 2      | 4      | 2      | 8       |
| 2     | Франція (FRA)         | 2      | 1      | 0      | 3       |
| 3     | Угорщина (HUN)        | 2      | 0      | 2      | 4       |
| 4     | Австрія (AUT)         | 1      | 0      | 0      | 1       |
| 5     | США (USA)             | 0      | 1      | 2      | 3       |
| 6     | Велика Британія (GBR) | 0      | 1      | 0      | 1       |
| 7     | Польща (POL)          | 0      | 0      | 1      | 1       |

## Медалісти
Чоловіки
| Змагання                  | Золото                                                                                               | Срібло | Бронза |
| ------------------------- | --- | --- | --- |
| Шпага, особиста першість  | Джанкарло Корнаджа-Медічі · Італія (ITA)                                                             | Жорж Бушар · Франція (FRA)                                                                                         | Карло Агостоні · Італія (ITA)                                                                             |
| Шпага, командна першість  | Франція · Фернан Журдан · Бернар Шмец · Жорж Тентюньєр · Жорж Бушар · Жан Пійо · Філіпп Каттьйо      | Італія · Саверіо Раньйо · Джанкарло Корнаджа-Медічі · Франко Ріккарді · Карло Агостоні · Енцо Мінолі               | США · Джордж Калнан · Густаф Гейсс · Франк Рігхеймер · Трейсі Жекель · Кертіс Шіерш · Мігель де Капрілес  |
| Рапіра, особиста першість | Густаво Марці · Італія (ITA)                                                                         | Джозеф Льюїс · США (USA)                                                                                           | Джуліо Гаудіні · Італія (ITA)                                                                             |
| Рапіра, командна першість | Франція · Едвард Гардер · Рене Бонду · Рене Буньйоль · Рене Лемуен · Філіпп Каттьйо · Жан Пійо       | Італія · Джуліо Гаудіні · Густаво Марці · Уго Піньотті · Джоакінно Гваранья · Родольфо Терліцці · Джорджіо Пессіна | США · Джордж Калнан · Річард Стір · Джозеф Льюїс · Дернелл Евері · Х'юг Алессандроні · Франк Рігхеймер    |
| Шабля, особиста першість  | Дьордь Піллер · Угорщина (HUN)                                                                       | Джуліо Гаудіні · Італія (ITA)                                                                                      | Ендре Кабош · Угорщина (HUN)                                                                              |
| Шабля, командна першість  | Угорщина · Ендре Кабош · Аттіла Печауер · Ерне Надь · Дьюла Глікаіш · Дьордь Піллер · Аладар Геревич | Італія · Густаво Марці · Джуліо Гаудіні · Ренато Анселмі · Еміліо Салафіа · Артуро Де Веккі · Уго Піньотті         | Польща · Тадеуш Фрідріх · Маріан Сускі · Владислав Добровський · Владислав Сегда · Леше Лубіч · Адам Папе |

Жінки
| Змагання                  | Золото                      | Срібло                                 | Бронза                      |
| ------------------------- | --------------------------- | -------------------------------------- | --------------------------- |
| Рапіра, особиста першість | Еллен Прайс · Австрія (AUT) | Джудді Гіннесс · Велика Британія (GBR) | Ерна Боген · Угорщина (HUN) |